# جوئل شوماخر
جوئل شوماخر (به انگلیسی: Joel Schumacher) (زاده ۲۹ اوت ۱۹۳۹ – درگذشت ۲۲ ژوئن ۲۰۲۰) کارگردان فیلم و هنرپیشه اهل ایالات متحده آمریکا بود.

## درگذشت
روز دوشنبه ۲۲ ژوئن ۲۰۲۰ در سن ۸۰ سالگی پس از یک سال مبارزه با بیماری سرطان در نیویورک درگذشت.

## کار هنری

### سینما
| سال  | عنوان               | در جایگاه     | در جایگاه    | توضیحات                        |
| سال  | عنوان               | کارگردان فیلم | فیلم‌نامه‌نویس | توضیحات                        |
| ---- | ------------------- | ------------- | ------------ | ------------------------------ |
| ۱۹۷۶ | درخشش               | نه            | آری          | به کارگردانی سام اوستین        |
| ۱۹۷۶ | کارواش              | نه            | آری          | به کارگردانی مایکل شولتز       |
| ۱۹۷۸ | جادوگر              | نه            | آری          | به کارگردانی سیدنی لومت        |
| ۱۹۸۱ | زن کوچک افسانه‌ای    | آری           | نه           | نخستین کارگردانی               |
| ۱۹۸۳ | تاکسی دی.سی.        | آری           | آری          | با نام دیگر Street Fleet       |
| ۱۹۸۵ | آتش سنت المو        | آری           | آری          |                                |
| ۱۹۸۷ | پسران گمشده         | آری           | نه           |                                |
| ۱۹۸۹ | خویشاوندان          | آری           | نه           |                                |
| ۱۹۹۰ | مرگ‌بازان (مرگ‌جویان) | آری           | نه           |                                |
| ۱۹۹۱ | جوان‌مرگ             | آری           | نه           |                                |
| ۱۹۹۳ | فروپاشی             | آری           | نه           |                                |
| ۱۹۹۴ | موکل                | آری           | نه           |                                |
| ۱۹۹۵ | بتمن برای همیشه     | آری           | نه           |                                |
| ۱۹۹۶ | زمانی برای کشتن     | آری           | نه           |                                |
| ۱۹۹۷ | بتمن و رابین        | آری           | نه           |                                |
| ۱۹۹۹ | ۸میلی‌متری           | آری           | نه           | همچنین تهیه‌کننده               |
| ۱۹۹۹ | بی‌عیب               | آری           | آری          | همچنین تهیه‌کننده               |
| ۲۰۰۰ | سرزمین ببر          | آری           | نه           |                                |
| ۲۰۰۲ | گروه ناجور          | آری           | نه           |                                |
| ۲۰۰۲ | باجه تلفن           | آری           | نه           |                                |
| ۲۰۰۳ | ورونیکا گرن         | آری           | نه           |                                |
| ۲۰۰۴ | شبح اپرا            | آری           | آری          | همچنین تهیه‌کننده اجرایی موسیقی |
| ۲۰۰۷ | شماره ۲۳            | آری           | نه           |                                |
| ۲۰۰۹ | نهر خون             | آری           | نه           |                                |
| ۲۰۱۰ | دوازده              | آری           | نه           |                                |
| ۲۰۱۱ | آدم توی آینه        | آری           | نه           | فیلم کوتاه                     |
| ۲۰۱۱ | تعدی                | آری           | نه           |                                |

| سال  | عنوان      | کارکردان       |
| ---- | ---------- | -------------- |
| ۱۹۹۵ | پرستار بچه | گای فرلند      |
| ۲۰۰۰ | سخن‌چینی    | دیویس گوگنهایم |

### تلویزیون
| سال  | عنوان                                    | در جایگاه | در جایگاه        | در جایگاه     | توضیحات                                        |
| سال  | عنوان                                    | کارگردان  | تهیه‌کننده اجرایی | نویسنده       | توضیحات                                        |
| ---- | ---------------------------------------- | --------- | ---------------- | ------------- | ---------------------------------------------- |
| ۱۹۷۴ | Virginia Hill                            | آری       | نه               | آری           | تله‌فیلم                                        |
| ۱۹۷۹ | Amateur Night at the Dixie Bar and Grill | آری       | نه               | آری           | تله‌فیلم                                        |
| ۱۹۸۳ | Now We're Cookin                         | نه        | آری              | آری           | تله‌فیلم؛ به کارگردانی Noam Pitlik              |
| ۱۹۸۵ | Code Name: Foxfire                       | نه        | آری              | Story (Pilot) | پدیدآور، ۸ قسمت                                |
| ۱۹۸۶ | خشم                                      | نه        | آری              | نه            | تله‌فیلم؛ به کارگردانی Matthew Chapman          |
| ۱۹۹۲ | 2000 Malibu Road                         | آری       | آری              | نه            | ۵ قسمت (کارگردان)؛ ۱ قسمت (تهیه‌کننده)          |
| ۲۰۰۸ | Choose or Lose                           | آری       | نه               | نه            | ویژه تلویزیونی                                 |
| ۲۰۱۳ | خانه پوشالی                              | آری       | نه               | نه            | قسمت دوم                                       |
| ۲۰۱۵ | Do Not Disturb: Hotel Horrors            | نه        | آری              | نه            | مینی سریال (۳ قسمت)؛ به کارگردانی مارک مارابلا |

### نماهنگ
| سال  | هنرمند           | نام                                 |
| ---- | ---------------- | ----------------------------------- |
| ۱۹۸۸ | این اکسس         | Devil Inside                        |
| ۱۹۹۳ | لنی کراویتز      | Heaven Help (نسخه اروپایی)          |
| ۱۹۹۴ | سیل              | بوسه از گل سرخ (۱ نسخه)             |
| ۱۹۹۷ | اسمشینگ پامپکینز | The End Is the Beginning Is the End |
| ۱۹۹۹ | بوش              | Letting the Cables Sleep            |
| ۲۰۱۲ | قتلگاه           | استار بِیبی                          |

### طراح لباس
| سال  | عنوان             | کارگردان    |
| ---- | ----------------- | ----------- |
| ۱۹۷۲ | بازی روزگار       | فرانک پری   |
| ۱۹۷۳ | آخرین شیلا        | هربرت راس   |
| ۱۹۷۳ | بلوم عاشق         | پل مازورسکی |
| ۱۹۷۳ | درخواب‌فرورفته     | وودی آلن    |
| ۱۹۷۵ | زندانی خیابان دوم | نیل سایمون  |
| ۱۹۷۸ | صحنه‌های داخلی     | وودی آلن    |

### طراح تولید
| سال  | عنوان         | کارگردان       | توضیحات |
| ---- | ------------- | -------------- | ------- |
| ۱۹۷۴ | زنبورهای قاتل | کورتیس هرینگتن | تله‌فیلم |

### تک‌جلوه
| سال  | عنوان                | نقش  | کارگردان(ان)             | توضیحات                 |
| ---- | -------------------- | ---- | ------------------------ | ----------------------- |
| ۱۹۹۸ | به هالیوود خوش آمدید | خودش | تونی مارکس و آدام ریفکین | مستندنما                |
| ۲۰۱۷ | کلاه شب              | خودش | جانی میلورد              | قسمت 'Guest in a Snake' |